# Brombachmoor

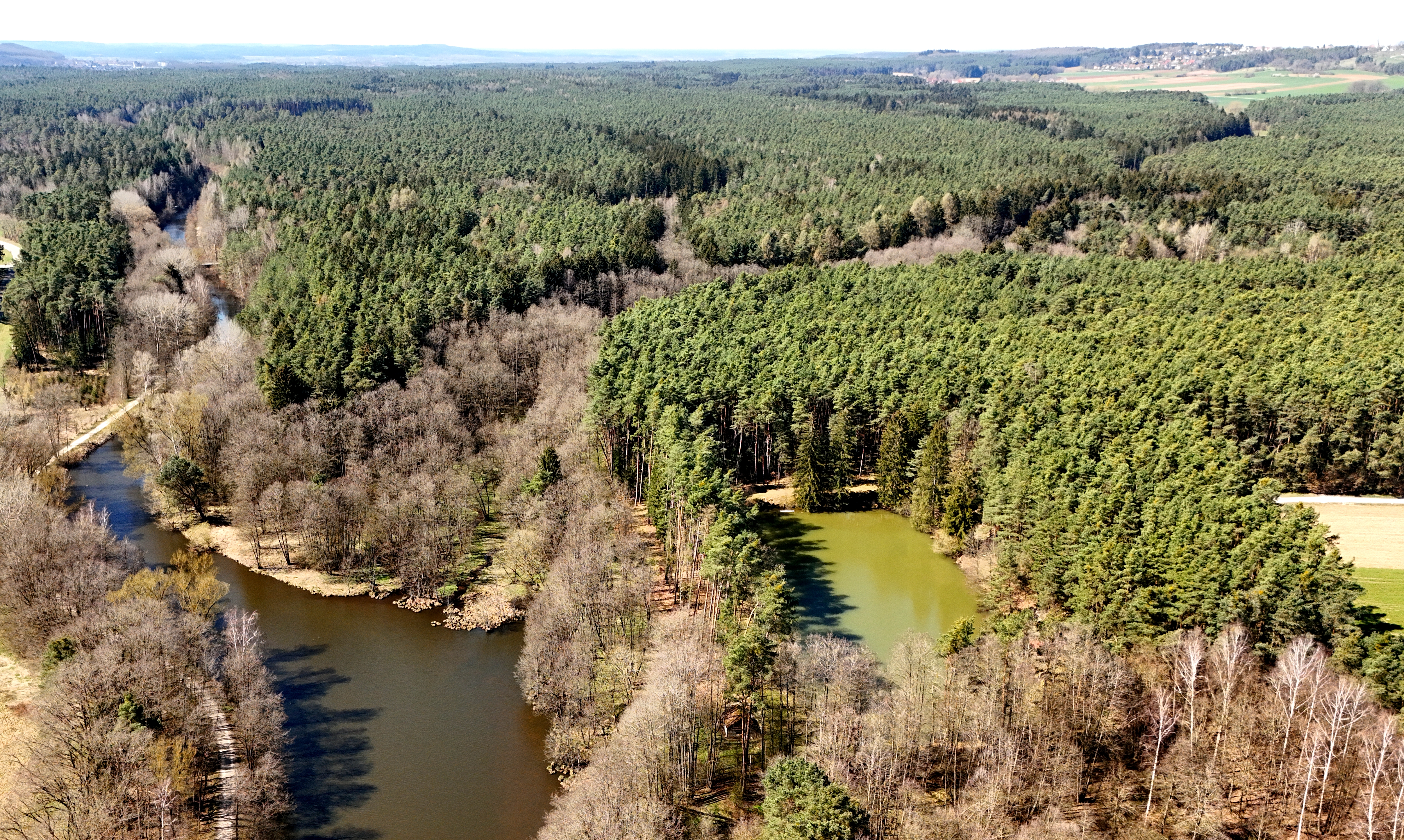
Luftbild-Übersichtsaufnahme des Brombachmoores (Bildmitte)

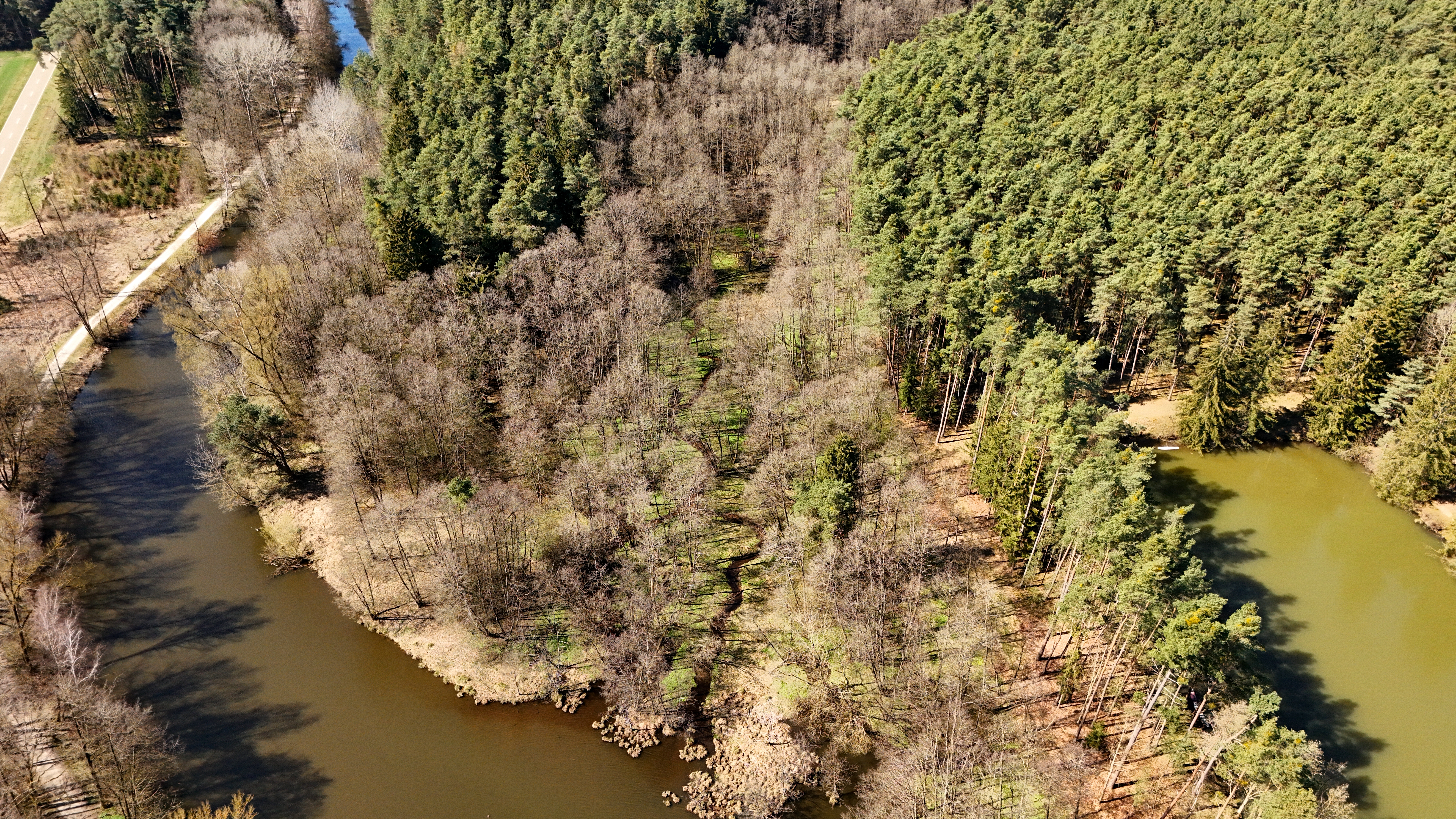
Mündung des Brombaches in den Altmühlüberleiter (Luftbild)

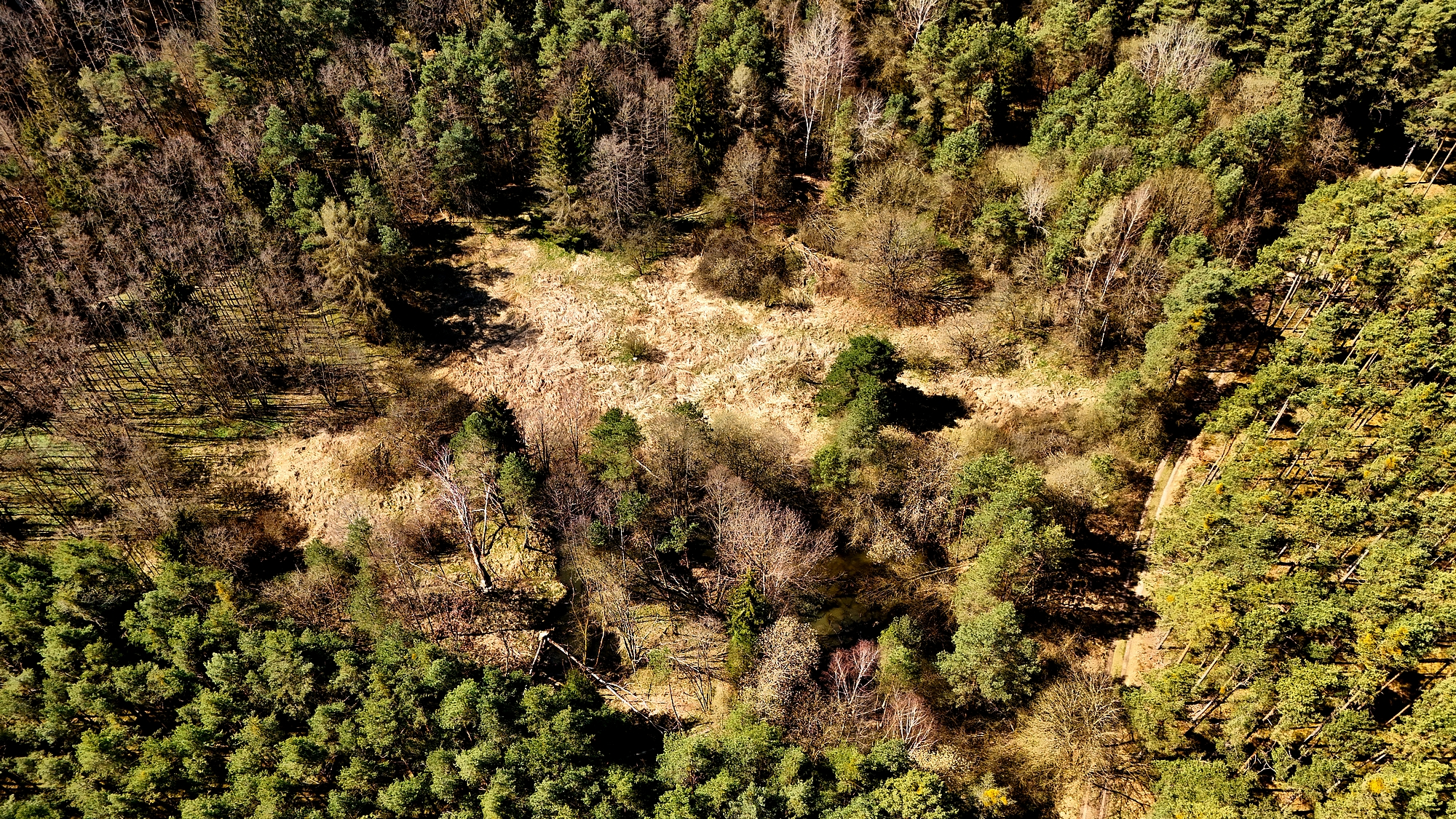
Kernzone des Brombachmoores (Luftbild)

Das Brombachmoor ist ein Naturschutzgebiet im Fränkischen Seenland im  mittelfränkischen Landkreis Weißenburg-Gunzenhausen in Bayern.
Das Flachmoor liegt westlich des Kleinen Brombachsees zwischen den Dörfern Langlau und Absberg, nahe der Hühnermühle und Neuherberg in der Gemarkung Thannhausen. Es ist seit dem 3. November 1983 ein Naturschutzgebiet mit einer Fläche von 3,56 Hektar, womit es das kleinste Naturschutzgebiet des Landkreises ist. Seit der Flutung des kleinen Brombachsees 1985 ist das Gebiet der letzte erhaltene Rest des natürlichen Brombachtals.
Durch das Moor fließt der namensgebende Brombach, der rund 250 m südöstlich in den Altmühlüberleiter mündet. Das etwa 700 m lange Muldental ist von Erlenbruchwäldern und Auwäldern sowie kleinen Tümpeln bedeckt. Zwischen Seggen-Bulten sind Rohrkolben, Torfmoose, Schlangenwurz, Sauergräser und Flatterbinse zu finden.